# 宮家邦彦
宮家 邦彦（みやけ くにひこ、1953年〈昭和28年〉10月12日 - ）は、日本の元外交官、評論家、研究者。キヤノングローバル戦略研究所研究主幹、株式会社外交政策研究所代表、立命館大学教育開発推進機構客員教授、中東調査会顧問。元内閣官房参与（外交）。外交と安全保障を専門とする。

## 経歴
神奈川県出身。栄光学園中学校・高等学校を経て、東京大学法学部卒業。東大在学中の1976年 - 1977年にアメリカ合衆国ミネソタ大学と国立台湾師範大学へ留学する。1978年4月に外務省へ入省する。アラビア語研修を受けたアラブ・スクールである。
- 1978年（昭和53年）4月 - 外務省に入省[2]。
- 1979年（昭和54年） - カイロ・アメリカン大学留学
- 1981年（昭和56年） - ジョージタウン大学留学
- 1982年（昭和57年）7月 - 在イラク日本国大使館二等書記官
- 1986年（昭和61年）5月 - 外務大臣秘書官[2]。
- 1991年（平成3年）10月 - 在アメリカ合衆国日本国大使館一等書記官[2]。
- 1994年（平成6年）7月 - 外務省経済局国際機関第一課企画官[4]。
- 1996年（平成8年）7月 - 外務省中近東アフリカ局中近東第二課長[2]。
- 1998年（平成10年）1月 - 外務省中近東アフリカ局中近東第一課長[2]。
- 1998年（平成10年）8月 - 外務省北米局日米安全保障条約課長[2]。
- 2000年（平成12年）9月 - 在中華人民共和国日本国大使館公使・参事官[2][5]。
- 2004年（平成16年）1月 - 在イラク日本国大使館[2]兼在ヨルダン日本国大使館公使[6]。
- 2004年（平成16年）7月 - 外務省大臣官房参事官兼中東アフリカ局[2]兼内閣官房内閣参事官（内閣官房副長官補付）[7]。
- 2005年（平成17年）8月 - 外務省及び内閣官房を退官。株式会社エー、オー、アイ代表取締役社長及びAOI外交政策研究所（現株式会社外交政策研究所）代表に就任[2][8]。
- 2006年（平成18年）4月から立命館大学教育開発推進機構客員教授に就任[2][9]。岡本行夫立命館大学客員教授とともに「国際社会で活躍する人材養成特別プログラム」スーパーバイザーを務める[10]。
- 2006年（平成18年）10月から2007年（平成19年）9月まで、首相公邸連絡調整官（非常勤）[2]。
- 2009年（平成21年）4月、キヤノングローバル戦略研究所研究主幹（外交安全保障）に就任[2][11][12]。
- 2012年6月 首都高トールサービス東東京株式会社取締役。[13]
- 2014年4月 スバル興業株式会社取締役。[14]公益財団法人中東調査会顧問[15]。
- 2020年10月 内閣官房参与（外交）[16][17]。

## 同期
- 新井勉（2011年駐カメルーン大使）
- 辻優（2013年駐オランダ大使・2012年駐クロアチア大使）
- 菅沼健一（2012年駐ブルネイ大使・2009年駐ジュネーブ日本政府代表部大使）
- 小井沼紀芳（2013年駐ザンビア大使）
- 大嶋英一（2012年駐フィジー大使）
- 水上正史（2012年駐アルゼンチン大使・2010年外務省中南米局長）
- 猪俣弘司（2013年駐パキスタン大使・2010年駐サンフランシスコ総領事）
- 貝谷俊男（2013年駐グルジア大使）
- 二石昌人（2013年駐ブルキナファソ大使）
- 篠原守（2013年駐コスタリカ大使）
- 岡田憲治（2016年駐ベネズエラ大使）
- 松富重夫（2014年駐イスラエル大使・2012年外務省国際情報統括官・2010年外務省中東アフリカ局長）
- 梅田邦夫（2014年駐ブラジル大使）
- 草賀純男（2013年ニューヨーク総領事）
- 軽部洋（16年駐コンゴ民主共和国大使）
- 小川和也（18年駐アルジェリア大使）

## 著作

### 単著
- 『解説WTOサービス貿易一般協定 (GATS)』外務省経済局、1996年3月。 - 参考文献：p.267。
- 『仕事の大事は5分で決まる』幻冬舎、2013年9月26日。ISBN 978-4-344-02461-8。
  - 『ハイブリッド外交官の仕事術 情報収集から大局観を構築するまで』PHP研究所〈PHP文庫〉、2016年7月。ISBN 978-4-569-76549-5。 - 宮家 (2013f)を改題改訂。
- 『語られざる中国の結末』PHP研究所〈PHP新書〉、2013年10月15日。ISBN 978-4-569-81546-6。
- 『哀しき半島国家 韓国の結末』PHP新書、2014年10月15日。ISBN 978-4-569-82226-6。 - 文献あり。
- 『日本の敵 よみがえる民族主義に備えよ』文藝春秋〈文春新書〉、2015年9月。ISBN 978-4-16-661033-4。
- 『中国人はなぜ世界中で嫌われてしまうのか 中国株式会社の研究』主婦の友社〈JB PRESS新書〉、2015年9月。ISBN 978-4-07-401800-0。
- 『日本人が知らない国際情勢の真実』KADOKAWA、2016年2月。ISBN 978-4-04-601454-2。
- 『トランプ大統領とダークサイドの逆襲 宮家邦彦の国際深層リポート』時事通信出版局 (出版) 時事通信社 (発売)、2016年12月。ISBN 978-4-7887-1505-9。
- 『「力の大真空」が世界史を変える 構図が変化し始めた国際情勢』PHP研究所、2017年9月。ISBN 978-4-569-83706-2。
- 『AI時代の新・地政学』新潮新書、2018年9月
- 『中国が抱える 9つの国際問題』ビジネス教育出版社、2021年3月
- 『劣化する民主主義』PHP新書、2021年3月。ISBN 978-4-569-84861-7。
- 『米中戦争　「台湾危機」驚愕のシナリオ』朝日新書、2021年10月。ISBN 978-4-02-295145-8
- 『世界情勢地図を読む　通説・俗説に騙されるな！』PHP研究所、2023年4月。ISBN 978-4-569-85427-4
- 『気をつけろ、トランプの復讐が始まる』PHP新書、2024年8月。ISBN 978-4-569-85751-0
- 『グローバルサウスの地政学』中公新書ラクレ、2024年11月。ISBN 978-4-12-150824-9

### 共著
- 遊川和郎 ほか「安倍外交の課題と展望」『不透明さ増す国際情勢と新政権の課題』亜細亜大学アジア研究所(出版) 亜細亜大学購買部ブックセンター(発売)〈アジア研究所叢書 28〉、2014年3月1日。ISBN 978-4-900521-28-5。 - 共著者：遊川和郎・秋田浩之・平井久志・奥田聡と。
- 石破茂、宮家邦彦 述「なぜ今必要なのか? 集団的自衛権の〈限定的〉行使」『なぜ今必要なのか? 集団的自衛権の〈限定的〉行使』内外ニュース、2015年1月。ISBN 978-4-908208-00-3。
- 時事通信社 編「人口減少がもたらす安全保障の危機」『全論点人口急減と自治体消滅』時事通信出版局（出版）時事通信社（発売）、2015年2月。ISBN 978-4-7887-1394-9。
- 佐藤優『知の教室 教養は最強の武器である』文春文庫、2015年8月。ISBN 978-4-16-790427-2。
  - 「日中文明の衝突どうすれば勝てるのか」、中西輝政・春名幹男・宮家邦彦 ほか 述.
  - 「対中外交はなぜ失敗するのか」、山内昌之・井上寿一・宮家邦彦 ほか 述.
- 佐藤優、宮家邦彦『世界史の大転換 常識が通じない時代の読み方』PHP新書、2016年6月。ISBN 978-4-569-83071-1。
- 竹中平蔵、宮家邦彦・吉崎達彦『トランプは市場に何をもたらすか!?』KADOKAWA、2017年4月。ISBN 978-4-04-601885-4。
- 山内昌之 編著『中東とISの地政学 イスラーム、アメリカ、ロシアから読む21世紀』朝日新聞出版〈朝日選書〉、2017年2月。ISBN 978-4-02-263056-8。
  - 「ISの地政学的意味」、宮家邦彦
  - 「「中東混迷」を読み解く」、山内昌之・宮家邦彦・中川恵 述.
- 佐藤優と『世界史の大逆転　国際情勢のルールが変わった』角川新書、2019年2月。ISBN 978-4-04-082242-6
- 山中司・伊藤弘太郎と『外交的英対話学習法』南雲堂、2021年5月

### 記事
- 「サービスの貿易に関する一般協定」『ジュリスト』、有斐閣、1995年7月1日、36-43頁、ISSN 0448-0791。
- 「わが国と湾岸産油国」『中東研究』、中東調査会、1996年8月、20-25頁、ISSN 0910-5867。
- 「湾岸諸国の現状と日本」『中東研究』、中東調査会、1997年7月、20-25頁、ISSN 0910-5867。
- 「インタビュー 湾岸の安定に日本の国益が掛かっています」『季刊アラブ』、日本アラブ協会、1998年6月、2-4頁。
- 「米国の中東政策と中東和平」『中東研究』、中東調査会、1998年7月、2-11頁、ISSN 0910-5867。
- 「検証 周辺事態安全確保法」『外交フォーラム』、都市出版、1999年11月、70-78頁、ISSN 0915-1281。
- 「対米物資協力の最前線――責務と制約のはざまで」『外交フォーラム』第14巻(第9号) (通号 158)、都市出版、2001年9月、55-59頁、ISSN 0915-1281。
- 「バグダッドから見た日本の対イラク支援」『外交フォーラム』第17巻(第10号) (通号 195)、都市出版、2004年10月、46-51頁、ISSN 0915-1281。
- 「民主主義は普遍的勝利を手に入れることができるか」『正論』、産経新聞社、2005年10月、260-271頁。
- 「二度目の大地殻変動が始まった――湾岸の安全保障の移り変わり」『季刊アラブ』第115号、日本アラブ協会、2005年.冬、2-4頁。
- 「講演要旨 報道されない中東情勢」『調研クオータリー』第18号、読売新聞東京本社調査研究本部、2005年.Win、16-40頁。
- 「日本軍人の良き伝統をイラクで復活させた自衛隊員たち」『日本の風』第4号、防衛弘済会、2006年.新春、25-31頁、ISSN 1349-8150。
- 「「官間人」から「民間人」へ」『外交フォーラム』第19巻(第1号) (通号 210)、都市出版、2006年1月、52-55頁、ISSN 0915-1281。
- 「日中国交回復以来の対中外交のあり方を変えよ 海洋国家がとるべき大陸戦略」『中央公論』第121巻(第1号) (通号 1460)、中央公論新社、2006年1月、252-262頁、ISSN 0529-6838。
- 「「女、酒、豚」と中華帝国――元アラビスト外交官のユニーク中国論」『正論』、産経新聞社、2006年3月、86-95頁。
- 「最近の中東情勢 アメリカの中東民主化外交は成功するか――元外務省アラビストの回想」『中東研究』、中東調査会、2006年6月、3-11頁、ISSN 0910-5867。
- 「世界情勢セミナー 最近の米外交政策」『世界経済時報』第155号、世界経済調査会、2006年6月30日、1-21頁。
- 佐々淳行、春名幹男 共著「中朝とのインテリジェンス・ウォーに勝てるか 日本版NSCへの「完全レシピ」」『諸君!』第38巻第12号、文藝春秋、2006年12月、56-68頁、ISSN 0917-3005。
- 岡本行夫 共著「トップフォーラム 中間選挙後の米国外交の行方 岡本行夫国際問題アドバイザーならびに宮家邦彦AOI外交政策研究所代表との懇談」『日本貿易会月報』第644号、日本貿易会、2007年1月、30-35頁、ISSN 0385-0471。
- 石郷岡建、十市勉 対談「鼎談 日本のエネルギー外交を考える」『外交フォーラム』第20巻(第3号) (通号 224)、都市出版、2007年3月、12-23頁、ISSN 0915-1281。
- 「政経一体の"巨大企業"は持続可能か 「中国株式会社」の研究」『中央公論』第123巻(第3号) (通号 1487)、中央公論新社、2008年3月、162-172頁、ISSN 0529-6838。
- 「元外務省安保担当者が提言 日米安保の「失われた10年」がはじまる」『諸君!』第40巻第4号、文藝春秋、2008年4月、98-106頁、ISSN 0917-3005。
- 小川伸一 対談「緊急特別対談！ 宮家邦彦VS小川伸一 混迷する東アジアの中で、日本が目指すべき安全保障戦略とは？」『Mamor』第2巻(第8号) (通号 18)、扶桑社、2008年8月、18-21頁。
- 「アメリカは変わるか」『季刊アラブ』第127号、日本アラブ協会、2008年.冬、13-15頁。
- 「アメリカ湾となったペルシャ湾」『季刊アラブ』第130号、日本アラブ協会、2009年.秋、5-7頁。
- 「講演要旨 鳩山「痲疹政権」の歴史的意味［含 質疑応答］」『読売クオータリー』第13号、読売新聞東京本社調査研究本部、2010年.春、28-37頁。
- 山内昌之 共著「いずれ日中対決の日はやってくる」『週刊現代』第52巻(第39号) (通号 2590)、講談社、2010年10月23日、44-47頁。
- 「外交評論家（キヤノングローバル戦略研究所研究主幹） 宮家邦彦 国際世論との提携を 尖閣事件でマイナスの評価を受けているのは中国側だ！」『財界』第58巻(第23号) (通号 1469)、財界研究所、2010年11月16日、28-31頁。
- 「北朝鮮 日米同盟は「金王朝」崩壊に備えよ」『エコノミスト』第89巻(第1号) (通号 4150)、毎日新聞社、2010年.11.12・1.28・4、48-49頁、ISSN 0013-0621。
- 「講演 なぜ我々は中東情勢を読み誤るのか」『中東協力センターニュース』、中東協力センター、2011年、139-153頁、ISSN 0285-0923。
- 「講演要旨 中東政変の背景と行方［含 質疑応答］」『読売クオータリー』第17号、読売新聞東京本社調査研究本部、2011年.春、70-81頁。
- 「北朝鮮のXデー 金正恩を見限り、中国主導のクーデターか」『エコノミスト』第89巻17) (通号 4166、毎日新聞社、2011年4月5日、ISSN 0013-0621。
- 「中東情勢分析 なぜ日本人は中東情勢を読み誤るのか（第1回）専門家にも見えない中東の死角」『中東協力センターニュース』第36巻第2号、中東協力センター、2011年.6・7、46-51頁、ISSN 0285-0923。
- 「中東情勢分析 なぜ日本人は中東情勢を読み誤るのか（第2回）地中海とレバントの歴史的潮流を検証する」『中東協力センターニュース』第36巻第3号、中東協力センター、2011年.8・9、49-55頁、ISSN 0285-0923。
- 「中東情勢分析 なぜ日本人は中東情勢を読み誤るのか（第3回）米国「イスラエル・ロビー」にまつわる7つの神話」『中東協力センターニュース』第36巻第4号、中東協力センター、2011年.10・11、56-61頁、ISSN 0285-0923。
- 「中東情勢分析 なぜ日本人は中東情勢を読み誤るのか（第4回）石油と天然ガスだけではない湾岸情勢」『中東協力センターニュース』第36巻第5号、中東協力センター、2011年12月-2012年1月、47-52頁、ISSN 0285-0923。
- 三橋貴明 討論「救国か亡国か TPP誌上大討論」『正論』第479号、産経新聞社、2012年1月、114-123頁。
- 「中東情勢分析 なぜ日本人は中東情勢を読み誤るのか（最終回）日本の中東政策はどうやって決まるのか」『中東協力センターニュース』第36巻第6号、中東協力センター、2012年.2・3、98-103頁、ISSN 0285-0923。
- 吉崎達彦、渡部恒雄 対談「座談会 北朝鮮、インド、パキスタン、中東諸国…… イランが導火線となり、世界の核拡散が幕を開ける」『中央公論』第127巻第9号、中央公論新社、2012年6月、18-29頁、ISSN 0529-6838。
- 「講演要旨 東アジア・中東から鳥瞰して見る日本外交 対東アジア・中東外交は一つ」『読売クオータリー』第22号、読売新聞東京本社調査研究本部、2012年.夏、34-41頁。
- 「尖閣問題 中国の戦略は｢戦わずして勝つ」 ASEANと連携した取り組みを」『エコノミスト』第90巻第43号、毎日新聞社、2012年10月9日、ISSN 0013-0621。
- 「中東有事が日本を危うくする 落日の米国が東アジアから"撤退"する日」『中央公論』第127巻第14号、中央公論新社、2012年10月、166-171頁、ISSN 0529-6838。
- 「間違いだらけのオスプレイ反対運動」『正論』第489号、産経新聞社、2012年10月、138-143頁。
- 「日中関係の今後の行方」『世界経済時報』第197号、世界経済調査会、2012年12月20日、1-19頁。
- 「イスラエルは2013年にイランを攻撃するか」『外交 = Diplomacy』、外務省、2013年1月、130-136頁。
- 「今年の対中投資を考える」『金融財政事情』第64巻第2号、金融財政事情研究会、2013年1月14日、ISSN 1345-3033。
- 山内昌之、井上寿一 ほか「大座談会 「対中外交」はなぜ失敗するのか」『文藝春秋』第91巻第1号、文藝春秋、2013年1月、112-123頁。
- 「外交 明 日米同盟強化ヘ 新総理の覚悟を問う」『正論』第493号、産経新聞社、2013年2月、138-142頁。
- 「巨大すぎる国家の外交的アキレス腱 わが国が連携すべき「中国の隣国」はどこか」『Voice』第425号、PHP研究所、2013年5月、58-65頁、ISSN 0387-3552。
- 「すでに始まっている米中サイバー戦争 日本でも「サイバー攻撃能力」を研究する時期に来ている」『Voice』第428号、PHP研究所、2013年8月、82-89頁、ISSN 0387-3552。
- 「｢在留邦人及び在外日本企業の保護の在り方等に関する有識者懇談会｣での議論と提言 危機管理の要諦と心構え」『グローバル経営』第373号、日本在外企業協会、2013年11月、4-7頁、ISSN 1345-2932。
- 「金正恩 中国への危険な挑戦」『文藝春秋』第92巻第3号、文藝春秋、2014年2月、176-183頁。
- 城内実、金子将史 モデレータ「東アジア「動乱の十年」が始まった」『Voice』第434号、PHP研究所、2014年2月、94-105頁、ISSN 0387-3552。
- 「公研セミナー（第607回）202X年 中国の七つのシナリオ」『公研』第52巻第3号、公益産業研究調査会、2014年3月、54-79頁。
- 春名幹男、後藤謙次 ほか「最高のメンバーがのべ8時間論じ尽くした靖国参拝 激怒するアメリカ、暗躍する中韓」『文藝春秋』第92巻第4号、文藝春秋、2014年3月、94-109頁。
- 小山堅、永濱利廣 共著「鼎談 基軸を探る 日本の安全保障とエネルギーを考える」『躍』第21号、関西電力広報室、2014年3月、3-19頁。
- 「イラン核問題の行方 米イラン関係は和解か、衝突か」『外交 ＝ Diplomacy』、外務省、2014年5月、108-114頁。
- 加茂具樹 対談「対談 揺らぎはじめた統治の正統性 中国共産党崩壊のシナリオはありうるか」『中央公論』第129巻第5号、中央公論新社、2014年5月、28-35頁、ISSN 0529-6838。
- 宮崎哲弥 インタビュー「中国を取り込め」『文藝春秋』第92巻第6号、文藝春秋、2014年5月、125-129頁。
- 「集中OPINION 変動する国際情勢における米・中・露・韓に対する外交戦略 キヤノングローバル戦略研究所研究主幹、外交政策研究所代表 宮家邦彦」『集中 ＝ MediCon.』第7巻第7号、集中出版、2014年7月、56-54頁。
- 石破茂 出席、金田秀昭 司会「座談会」『世界と日本』第1245号、内外ニュース、2014年10月、13-63頁、ISSN 2187-8013。
- 「コリア半島の魂の叫び 地政学と歴史からしか不可解な隣国は理解できない」『Voice』第443号、PHP研究所、2014年11月、120-129頁、ISSN 0387-3552。